# Hlavatá kost
Hlavatá kost (latinsky: os capitatum) patří mezi kosti horní končetiny. Je uložená v distální řadě zápěstních kůstek mezi mnohostrannou menší kostí (os trapezoideum) a hákovou kostí (os hamatum). Proximálně má hlavici caput ossis capitati. Mediálně má plošku pro spojení s hákovou kostí, laterálně pro mnohostrannou menší kost, distálně pro spojení s II., III. a IV. metakarpem.

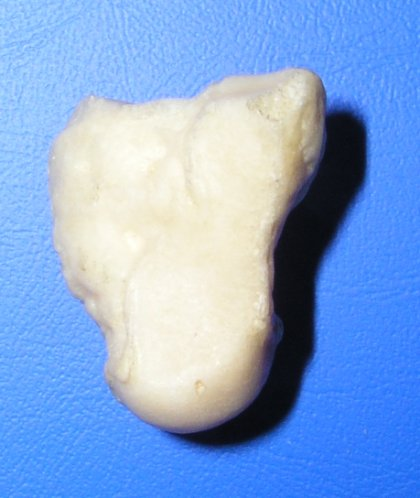
Os capitatum levé ruky, pohled na palmární stranu
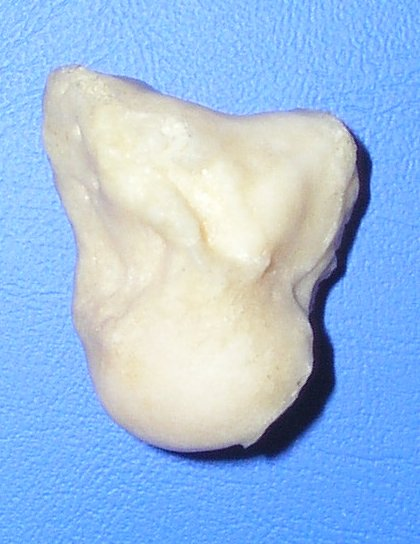
Os capitatum levé ruky, pohled na dorzální stranu